# Silicula fragilis
Silicula fragilis är en musselart som beskrevs av John Gwyn Jeffreys 1879. Silicula fragilis ingår i släktet Silicula och familjen Siliculidae. Inga underarter finns listade i Catalogue of Life.